# Milena Dravić
Milena Dravić (en serbe cyrillique : Милена Дравић) est une actrice yougoslave puis serbe, née le 5 octobre 1940 à Belgrade et morte le 14 octobre 2018 à Belgrade (Serbie).

## Biographie
Milena Dravić naît en 1940 à Belgrade alors dans le royaume de Yougoslavie.
À 17 ans en 1957, alors qu'elle est élève dans une école de danse, elle fait ses débuts au cinéma dans le film La Porte restée ouverte. Son premier succès est La Ville Bouillante en 1961. Par la suite elle tourne entre deux et quatre films par an, et se fait remarquer pour À la poursuite de Michel (1962), Kozara (1962), Le Château de sable (1963) et L'Été effervescent (1964). Elle était aussi douée pour les rôles comiques que pour les rôles dramatiques. Elle obtient deux prix au Festival de Pula, en 1962 et en 1964.
Elle meurt en 2018 à Belgrade, alors en Serbie.

## Filmographie partielle

### Au cinéma
- 1957 : La Porte restée ouverte
- 1962 : La Ville Bouillante en 1961.
- 1962 :  À la poursuite de Michel
- 1962 :  Kozara
- 1962 : Le Château de sable
- 1964 :  L'Été effervescent
- 1965 : Des filles pour l'armée : Aspasia
- 1965 : L'homme n'est pas un oiseau
- 1966 : Rondo (Rondo)
- 1967 : Le Matin (Jutro)
- 1969 : La Bataille de la Neretva
- 1971 : Wilhelm Reich : Les Mystères de l'organisme
- 1973 : La Cinquième Offensive
- 1976 : Portrait de groupe avec dame
- 1980 : Traitement spécial
- 2008 : Saint George tue le dragon

### À la télévision
- 1989 : Gospođa ministarka

## Distinctions
- 1962 et 1964 : Prix au Festival du film de Pula
- 1980 : Festival de Cannes : prix du meilleur second rôle féminin dans Traitement Spécial (ex æquo avec Carla Gravina dans La Terrasse)
- 2013 : Statuette de Joakim Vujić (attribuée par le théâtre Knjaževsko-srpski)